# Касуйя, Августин
Августин Касуйя (англ. Augustine Kasujja; род. 26 апреля 1946, Митала-Мария, протекторат Уганда) — угандийский прелат и ватиканский дипломат. Титулярный архиепископ Кесарии Нумидийской с 26 мая 1998. Апостольский нунций в Алжире и Тунисе с 26 мая 1998 по 22 апреля 2004. Апостольский нунций на Мадагаскаре и Сейшельских Островах, а также апостольский делегат на Коморах с 22 апреля 2004 по 2 февраля 2010. Апостольский нунций на Маврикии с 9 июня 2004 по 2 февраля 2010. Апостольский нунций в Нигерии со 2 февраля 2010 по 12 октября 2016. Апостольский нунций в Бельгии с 12 октября 2016 по 31 августа 2021. Апостольский нунций в Люксембурге с 7 декабря 2016 по 31 августа 2021.